# سد کیداتو
سد کیداتو (به لاتین: Kidatu Dam) یک سد در تانزانیا است که در Kilosa واقع شده‌است.